# 播州屋台
播州屋台（ばんしゅうやたい）は兵庫県姫路市・高砂市・神崎郡福崎町を中心とした旧播磨国地域やその周辺で行われる播州の秋祭りにて担がれる太鼓台の総称である。
大きく分けて神輿屋根、反り屋根布団、平屋根布団の3つに区分され、各地域でその派生型が担がれる。

## 概要
所謂太鼓台ではあるが、他の地域で担がれる太鼓台やふとん太鼓とは大きく意匠が異なっており、播磨国地域で独自に進化したものと思われている。
神輿屋根屋台は松原八幡神社氏子の木場港が、反り屋根布団屋台は曽根天満宮氏子の曽根北之町が発祥とされている。

## 練り合わせ型神輿屋根屋台
播州地域で最も担がれている種類の屋台で、屋根が神輿の形状を模したものである。
練り合わせが出来るよう担ぎ棒は四角いものが多く、脇棒部分が延長されているのが特徴。

### 形状
・擬宝珠
・路盤
・昇総才
・総才端
・水切金具
・屋根鏡
・垂木
・斗組
・正角
・井筒
・井筒端
・四本柱
・高欄
・本棒
・棒端鐶
・脇棒
・脇棒受け
・閂
・泥台
・伊達綱
・高欄掛け
・太鼓
・棒端綱

### 灘型屋台
姫路市や高砂市で最も担がれている屋台で、地区によっては「やっさ」と呼ばれることが多い。
垂木は2段で伊達綱を縦に配置するのが特徴。

### 恵美酒型屋台
恵美酒宮天満宮で担がれている屋台で、台場練りを行うために泥台に角が付く。

### 浜の宮型屋台
浜の宮天満宮で担がれている屋台で、台場差し用に泥台が広く、本棒・脇棒が丸く、伊達綱は巻いて付け、脇棒受けには龍の彫刻が施してある。

### 神南型屋台
旧神南町地域で担がれている屋台で、布団屋台
の意匠や上記の3つの屋台の意匠が残った屋台が多い。
3段垂木や太鼓隠し等が施されており、また一部地域では綱の代わりに提灯を付けている。

## 反り屋根型布団屋台
高砂市の曽根天満宮や、神崎郡福崎町で担がれている種類の屋台で、屋根が布団を反らした形状に見えるからこう呼ばれている。 

### 形状
・金綱
・布団
・房
・梵天
・天幕
・垂木
・昼提灯
・井筒
・井筒端
・狭間
・四本柱
・高欄
・本棒
・棒端鐶
・脇棒
・脇棒受け
・閂
・泥台
・高欄掛け
・太鼓
・棒端綱